# Spilosoma fujinensis
Spilosoma fujinensis là một loài bướm đêm thuộc phân họ Arctiinae, họ Erebidae.